# Iliana Zabeth
Iliana Zabeth est une actrice française.

## Filmographie

### Cinéma

#### Longs métrages
- 2004 : L'Adoption : Mélanie
- 2011 : L'Apollonide : Souvenirs de la maison close : Pauline
- 2013 : Jeune et Jolie : une élève du lycée Henri-IV
- 2014 : Fort Buchanan : Roxy Sherwood
- 2014 : Week-ends : Charlotte
- 2015 : Les Cowboys : Kelly Balland
- 2016 : Mercenaire : Coralie
- 2017 : Le Semeur : Rose
- 2018 : Un amour impossible de Catherine Corsini : Gaby Schwartz
- 2019 : Jessica Forever de Caroline Poggi et Jonathan Vinel
- 2019 : Liberté d'Albert Serra : Mademoiselle de Jensling

#### Courts métrages
- 2004 : Ça fait mal à mon cœur de Stéphanie Noël : Charlotte
- 2006 : Fille Unique de Julie Bonan : Caroline
- 2012 : Fort Buchanan : Hiver de Benjamin Crotty : Roxy Sherwood
- 2015 : L'Île à midi de Philippe Prouff : Anna
- 2017 : Ciel de Cosima Sales : Rose

#### Musique
- 2022 : Comme une huître de Roland Cristal : Huître n° 3[réf. nécessaire]